# Pithecellobium candidum
Pithecellobium candidum är en ärtväxtart som först beskrevs av Carl Sigismund Kunth, och fick sitt nu gällande namn av George Bentham. Pithecellobium candidum ingår i släktet Pithecellobium och familjen ärtväxter. Inga underarter finns listade i Catalogue of Life.